# Гажич, Владимир
Владимир Гажич (род. 17 января 1991, Рума, Воеводина) — сербский самбист, дзюдоист, спортивный функционер. Чемпион и призёр первенств Сербии по дзюдо среди юниоров и молодёжи, чемпион (2013-2016), серебряный (2009, 2018) и бронзовый (2012, 2019, 2021, 2022) призёр чемпионатов Сербии по дзюдо, чемпион (2012), серебряный (2013, 2015, 2016) и бронзовый (2014) призёр чемпионатов Балканских стран по дзюдо, бронзовый призёр первенства Европы по самбо среди юношей 2008 года, бронзовый призёр Кубка мира по самбо среди студентов 2014 года, бронзовый призёр чемпионата мира по самбо среди студентов 2016 года, серебряный (2016) и бронзовый (2019, 2021) призёр чемпионатов Европы по самбо, бронзовый призёр соревнований по самбо Европейских игр 2019 года, серебряный призёр Кубка мира по самбо 2020 года, бронзовый призёр чемпионатов мира по самбо 2018 и 2020 годов, бронзовый призёр чемпионата мира по пляжному самбо 2021 года. Выступал в тяжёлой весовой категории (свыше 100 кг). Является генеральным секретарём Федерации самбо Сербии.